# Giulio Ascoli

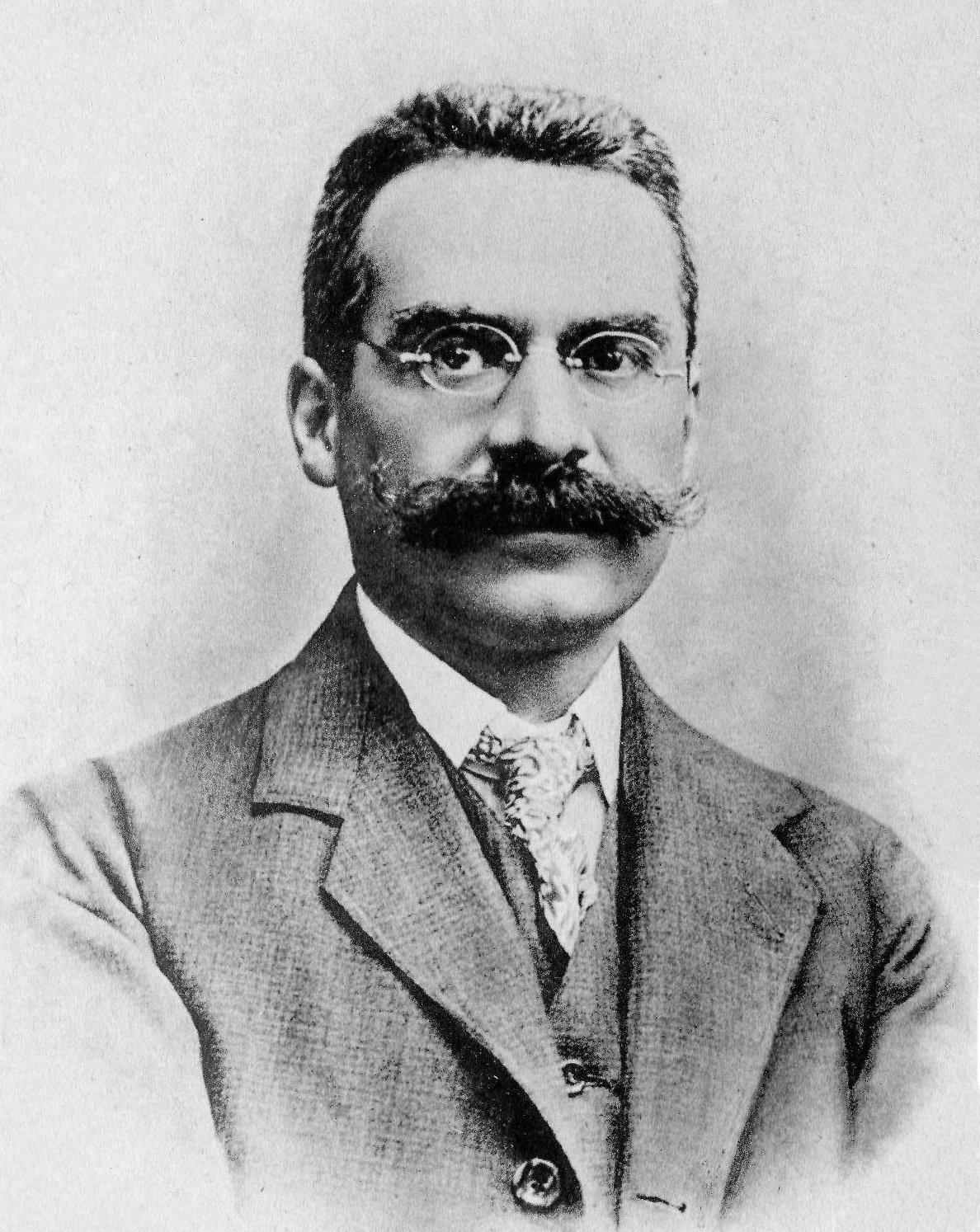
Giulio Ascoli

Giulio Ascoli (Triëst, 20 januari 1843 - Milaan, 7 december 1896) was een Italiaans wiskundige. 
Hij was student aan de Scuola Normale di Pisa, waar hij in 1868 afstudeerde. 
In 1872 werd hij hoogleraar algebra en analyse aan de Politecnico di Milano Universiteit. Vanaf 1879 was hij professor in de wiskunde aan het Reale Istituto Superiore Tecnico, waar in 1901, vijf jaar na zijn dood, in zijn gedachtenis een herinneringsplaquette werd aangebracht.
Hij was corresponderend lid van het Istituto Lombardo.